# Styloctenium wallacei
Il pipistrello della frutta dal muso striato (Styloctenium wallacei Gray, 1866) è un pipistrello appartenente alla famiglia degli Pteropodidi, endemico dell'Isola di Sulawesi e di un piccolo gruppo di isole vicine.

## Descrizione

### Dimensioni
Pipistrello di medie dimensioni, con la lunghezza della testa e del corpo tra 142 e 154 mm, la lunghezza dell'avambraccio tra 92,6 e 103,2 mm e un peso fino a 202 g.

### Aspetto
La pelliccia è corta, soffice e setosa. Le parti dorsali sono grigio-biancastre, con dei riflessi giallastri sugli avambracci e sulle zampe posteriori, mentre le parti ventrali e la testa sono giallo-brunastre brillanti. È presente una macchia allungata di peli bianchi su ogni spalla. La base dei peli è ovunque bruno-nerastra. Il muso è lungo ed affusolato, una sottile striscia bianca lo attraversa, terminando appena in mezzo agli occhi. Su ogni lato della testa sono presenti due macchie bianche, la prima è situata nella zona sopraciliare mentre l'altra si estende dall'angolo posteriore della bocca fino alle narici nel labbro superiore, e sotto il mento in quello inferiore. Gli occhi sono grandi. Le orecchie sono di dimensioni moderate, arrotondate e prive di peli. La tibia è densamente ricoperta di peli. Le ali sono attaccate lungo i fianchi e posteriormente alla base del secondo dito del piede. È privo di coda, mentre l'uropatagio è ridotto ad una sottile membrana lungo la parte interna degli arti inferiori. Il calcar è corto.

## Biologia

### Comportamento
Si rifugia tra il denso fogliame degli alberi.

### Alimentazione
Si nutre di frutta.

## Distribuzione e habitat
Questa specie è diffusa sull'Isola di Sulawesi e sulle isole di Malenge e Walea Kodi nelle Isole Togian.
Vive nelle foreste primarie fino a 1.100 metri di altitudine. È stata osservata anche in foreste disturbate, dove il sottobosco è stato adibito alla coltivazione di Caffè e Cacao.

## Conservazione
La IUCN Red List, considerata la perdita progressiva del suo Habitat e la caccia a cui è soggetta, classifica S. wallacei come specie prossima alla minaccia di estinzione (Near Threatened).